# Stratovarius (album)
A Stratovarius a Stratovarius nevű finn power metal együttes 12. nagylemeze.
2005-ben került a piacra, a zenekar újraegyesülését követően. Az album jelentős változásokat mutat a Strato zenéjében. A főleg az Elements Part 1 és Elements Part 2 lemezeken domináns szimfonikus hangzás szinte teljesen eltűnt, és Tolkki korábbi neo-klasszikus szólói is hiányoznak az albumról. Johansson egy elég behatárolt billentyűjátékot mutat be szemben a korábbi gyors szólózásaival, Jörg pedig a korábbiakhoz képest feltűnően keveset használja a két lábdobot. Kotipelto is visszavesz a rá jellemző magas hangon történő éneklésből. Egyes vélemények szerint mindez a zenekar mögött álló válságos 2 év miatt van, illetve azt szimbolizálja.
Érdekesség, hogy Tolkki (aki a számokat írta) egy 2007. áprilisi nyilatkozatában úgy fogalmazott, hogy ő nem igazán szereti ezt a lemezt, mert nem az ő stílusa, sőt 2008-ban, a zenekar felbomlásakor elmondta, hogy az album szerinte "egyenesen szörnyű lett".

## A lemez tartalma
- 1. Maniac Dance – 4:34
- 2. Fight!!! – 4:03
- 3. Just Carry On – 5:28
- 4. Back to Madness – 7:42
- 5. Gypsy in Me – 4:27
- 6. Götterdämmerung (Zenith of Power) – 7:12
- 7. The Land of Ice and Snow – 3:04
- 8. Leave the Tribe – 5:42
- 9. United – 7:04

## A zenekar felállása
- Timo Tolkki (gitár, háttérének)
- Timo Kotipelto (ének)
- Jari Kainulainen (basszusgitár)
- Jens Johansson (billentyűk)
- Jörg Michael (dobok)